# Dragutin Buneta
Dragutin Buneta (Gospić,  18. studenoga 1931. - 21. ožujka 2017.), hrvatski liječnik

## Životopis
Rođen je  18. studenoga 1931. u Gospiću. Diplomirao na Medicinskom fakultetu Sveučilišta u Zagrebu 1957. godine. Nakon studija zapošljava se u Gospiću  u dječjem dispanzeru potom u Kolakovcu. U Zagrebu je specijalizirao pedijatriju, te se zapošljava u klinici za djecu na Šalati.  Posvetio se je znanstvenom i kliničkom radu. Specijalnost  je  bolet dišnih puteva kod djece, alergologija i imunologija. Objavljuje više znanstvenih i stručnih radova. Na Šalati je bio Predstojnik klinike. Pedijatriju  predaje studentima i bio mentor doktorima. Kao umirovljenik aktivno sudjeluje na Medicinskom fakultetu u Zagrebu.
U znak priznanja, promocije, humanosti, etičnosti  i zahvalnosti  2009./10. Medicinski fakultet u Zagrebu dodijelio mu je nagradu "Medicina", koja se dodjeljuje kao znak priznanja i zahvalnosti u javnom djelovanju.
U Zagrebu je proveo većinu života. Preselio se u  Gospić potkraj života, gdje je  umro i pokopan  21.ožujka  2017. godine.